# Elena Caragiani-Stoenescu
 (mars 2019).
Pour les articles homonymes, voir Stoenescu.
Elena Caragiani-Stoenescu (Tecuci, 13 mai 1887 - 29 mars 1929) est une aviatrice roumaine. Elle est une pionnière de l'aviation sanitaire, comme son homologue française Marie Marvingt. Elena Caragiani-Stoenescu est la fille aînée du docteur Alexandr Caragiani, lui-même fils de Ioan Caragiani (en), et de Zeniei Caragini, née Radovici.

## Aviatrice
Elle détient le brevet de pilote n°1591 de l'Aéro-Club de France délivré le 22 janvier 1914 sous le nom de Mlle Hélène Caragiani. 

## Après la Grande Guerre
Elena Caragiani épouse Virgil Stoenescu, un journaliste de l'air avec lequel elle s'installe à Paris puis au Mexique. Elle meurt le 29 mars 1929 à l'âge de 41 ans. 